# Hichirō Ouchi
Hichirō Ouchi (尾内 七郎, Ouchi Hichirō, 1913-2005) est un photographe japonais, lauréat de l'édition 1997 du prix de la Société de photographie du Japon dans la catégorie « contributions remarquables ».